# Eucalyptus gamophylla
Espèce
Classification phylogénétique
Eucalyptus gamophylla (Uleperre en langue arrernte, Blue mallee en anglais, traduisible par Mallee bleu) est une espèce de plantes à fleurs du genre Eucalyptus et de la famille des Myrtaceae. C'est un arbre ou un arbuste originaire du centre de l'Australie (Australie-Occidentale, Australie-Méridionale et Territoire du Nord).
C'est un arbre ou arbuste, de type mallee, de 4 à 8 m de haut, à écorce lisse, blanche ou grise. Les feuilles adultes sont opposées, pétiolées, lancéolées, concolores. Les fleurs apparaissent en été et sont crèmes. Les fruits sont consommés par les Aborigènes.